# Razza selvaggia
Razza selvaggia è un film del 1980, diretto da Pasquale Squitieri.

## Trama
Mario, un ragazzo di origine meridionale, vive a Torino con la sorella Michelina che si prostituisce all'insaputa di tutti. Operaio in fabbrica, vive in modeste condizioni e porta avanti una relazione con la bella Giuliana che, però, è sposata e lui umilia in continuazione. Un giorno ritrova Umberto, un giovane del suo paese e suo ex collega di lavoro, che ora gestisce un equivoco night club frequentato da uomini loschi e donne di malaffare. Mario, grazie all'amico, rincontra Anna, anche lei giovane immigrata dal sud, ora compagna di Umberto. La nuova situazione induce Mario a lasciare il lavoro, a dimenticarsi definitivamente di Giuliana e a collaborare con Umberto e Anna nella gestione del locale notturno, a cui sono associati loschi traffici di droga e malavita. Tra Anna e Mario nasce una relazione clandestina. Umberto, tossicomane a livelli irrecuperabili, va però incontro a crisi continue dovute all'uso quotidiano di droga e, a seguito di una delle tante crisi, Anna, lo deruba e fugge chiedendo a Mario di seguirla. Mario si rifiuta di seguire Anna, preferendo accompagnare l'amico da un medico. I tre ragazzi andranno incontro ad una fine tanto orribile quanto scontata.